# Urrobos

Os urrobos, também conhecidos como isocos, biotos, biotus, igabos e pejorativamente como sobos, são um povo da África Ocidental que habita o delta do Níger na Nigéria, especialmente em Isoco e Urrobo Ocidental na extinta região Centro-Oeste do país. Eles estão divididos em 16 clãs. Falam, dentre outras línguas, o urrobo e o isoco.

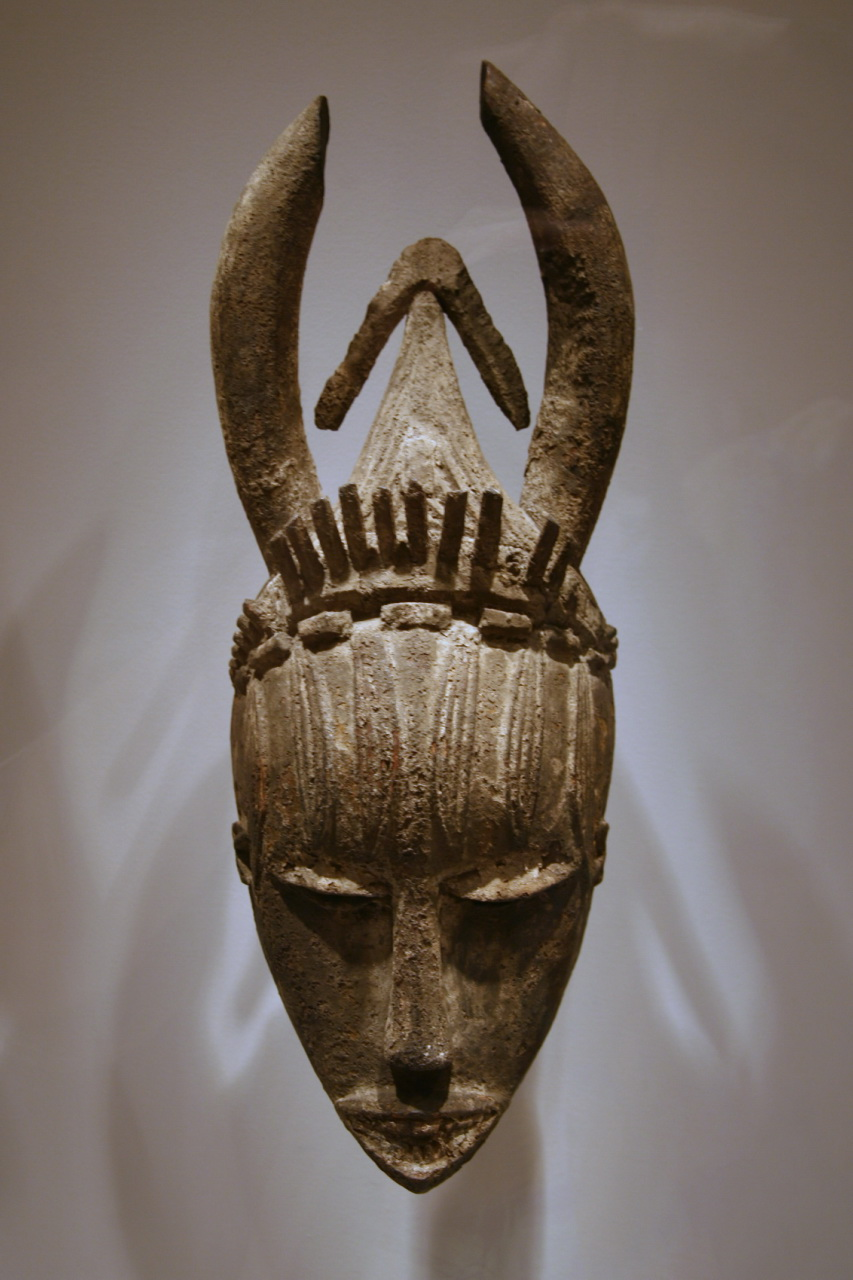
Máscara urrobo